# Sardinella aurita
Sardinella aurita é uma espécie de peixe pertencente à família Clupeidae.
A autoridade científica da espécie é Valenciennes, tendo sido descrita no ano de 1847.

## Portugal
Encontra-se presente em Portugal, onde é uma espécie nativa.
Os seus nomes comuns são sardinela ou sardinela-lombuda.

## Descrição
Trata-se de uma espécie marinha. Atinge os 41 cm de comprimento total, com base de indivíduos de sexo indeterminado.